# Schlatt (Thurgau)
Schlatt (TG) is een gemeente in het Zwitserse kanton Thurgau, en maakt deel uit van het district Frauenfeld.
Schlatt (TG) telt 1601 inwoners.
De gemeente is in 1999 ontstaan door de samenvoeging van de toenmalige zelfstandige gemeenten Mett-Oberschlatt en Unterschlatt (bestaande uit de dorpen Unterschlatt en Dickihof en het voormalige klooster Paradies).

## Verkeer en vervoer

### Wegen
De H13 en H14 lopen door de gemeente.

### Spoorwegen
De gemeente heeft een station, station Schlatt, aan de spoorlijn Schaffhausen - Rorschach.

### Waterwegen
De gemeente ligt aan de oevers van de Hoogrijn.